# Crédit Agricole
 Denne artikel omhandler Crédit Agricole S.A.. Opslagsordet har også en anden betydning, se Crédit Agricole (cykelhold).
Crédit Agricole S.A. (CASA) er en fransk bankkoncern. Det er Frankrigs største på privatkundemarkedet og den næststørste efter BNP Paribas. På verdensplan er det verdens 8. største. Banken udgør også en del af CAC 40-aktieindekset. Hovedsædet ligger i Paris.
Banken var navnesponsor for cykelholdet Crédit Agricole fra 1997 til 2008.

## Koncernstruktur
Crédit Agricole S.A. er primært ejet af 39 frankse andelsbanker Caisses Régionales de Crédit Agricole Mutuel. Datterselskaberne inkluderer:
- Credit Agricole CIB, investeringsdivisionen i Crédit Agricole.
- Newedge  (50-50 joint venture med Société Générale).
- CACEIS Investor Services, joint venture med Natixis
- Cheuvreux
- CLSA
- Predica og Pacifica, forsikringsdivisioner
- Amundi
- Uni-Éditions et fransk forlag
- ACBA Crédit Agricole en armensk bank
- Cariparma FriulAdria en italiensk bank
- Crédit Agricole Egypt en egyptisk bank
- Crédit Agricole Srbija en serbisk bank
- Crédit du Maroc en marokkansk bank
- Emporiki Bank, en græsk bank (91 %)
- LCL (tidligere Crédit Lyonnais), en fransk bank
- Credit Agricole Bank Polska S. A. (tidligere LUKAS Bank S. A.), en polsk bank
- Credit Agricole Bank (tidligere Index Bank), en ukrainsk bank
- CA Grands Crus en fransk ejer af vingårde

### Kerneområder
Gennem sine datterselskaber er Crédit Agricole SA involveret i følgende kerneområder:
- Franske privatkundebanker
- Internationale privatkundebanker
- Specialiserede finasielle services
- Investering, forsikring og erhvervskunder